# Adiantum feei
Adiantum feei là một loài thực vật có mạch trong họ Adiantaceae. Loài này được T. Moore ex Fée miêu tả khoa học đầu tiên năm 1857.